# Paulo Assunção
Paulo Assunção da Silva (Várzea Grande, Mato Grosso, Brasil, 25 de enero de 1980) es un exfutbolista brasileño. Jugó de centrocampista defensivo y su último equipo fue el Levadiakos FC de la Super Liga de Grecia.
Debutó en la Serie A brasileña en el Palmeiras. En 2004 fichó por el Oporto con el que consiguió una Supercopa portuguesa en 2005, una Copa portuguesa en 2006 y tres títulos ligueros consecutivos en 2006, 2007 y 2008. En 2008 fichó por el Atlético de Madrid con el que consiguió una Supercopa de Europa en 2010 y dos Europa Leagues en 2010 y 2012.
Tras dejar el club rojiblanco pasó por el São Paulo donde ganó la Copa Sudamericana en 2012.

## Trayectoria

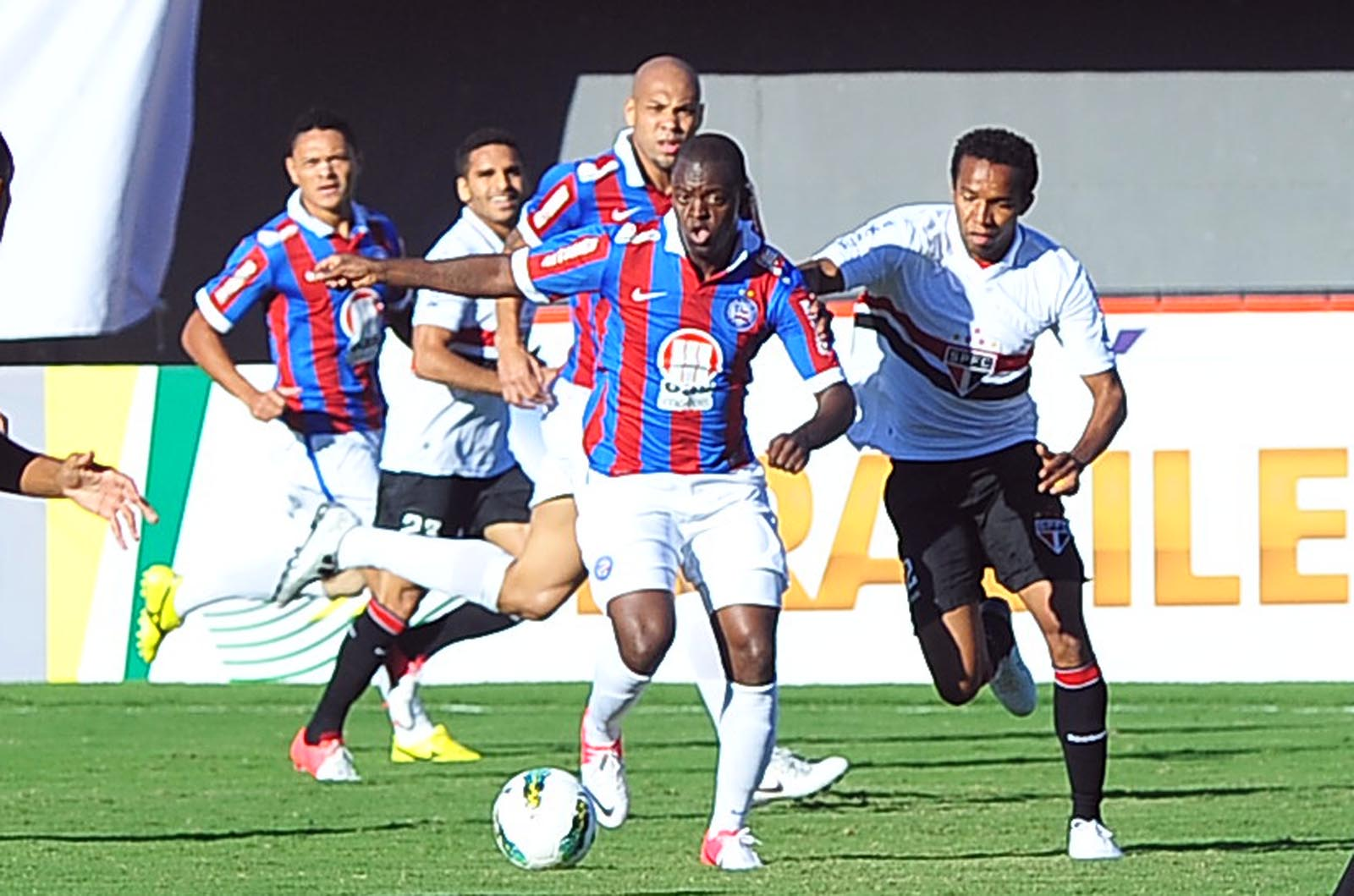
Paulo Assunção jugando para Sao Paulo.

Hizo su debut como profesional en el Palmeiras brasileño.
En la temporada 2002-03 fichó por el Club Deportivo Nacional de Madeira donde hizo su debut en la Primera División de Portugal el 26 de enero de 2003 en un empate a cero en casa contra el Vitória de Guimarães.
Después de dos temporadas con un alto rendimiento fichó por el Oporto pero la primera temporada la pasó cedido en el AEK de Atenas. En julio de 2005 volvió al Oporto para hacerse un hueco en el mediocampo titular y ayudar a conseguir tres campeonatos ligueros consecutivos.

### Atlético de Madrid
Al finalizar su contrato con el Oporto, Assunçao fichó por el Atlético de Madrid. Se ajustó rápidamente al equipo y ayudó a que quedara cuarto en la Liga y se clasificara para la Champions League. El 17 de enero de 2010 consiguió su primer gol como jugador rojiblanco en la victoria en casa por tres a dos contra el Sporting de Gijón. Ese mismo año Paulo consiguió su primer título internacional: el 12 de mayo de 2010 ganó la Europa League, competición a la que había accedido el club tras su eliminación de la Liga de Campeones, ganando por 2 goles a 1 al Fulham, en la final disputada en Hamburgo. La temporada siguiente no pudo comenzar mejor pues el 29 de agosto de 2010, Assunçao volvió a levantar otro título internacional con el Atlético de Madrid al imponerse en la Supercopa de Europa al Inter de Milán, campeón de la Champions League, por dos goles a cero. En noviembre de 2010 renovó su contrato hasta junio de 2013. El 9 de mayo de 2012 ganó su segunda Europa League en Bucarest frente al Athletic de Bilbao ganándole en la final el Atlético de Madrid por tres goles a cero.

### São Paulo
El 21 de julio de 2012 Paulo Assunçao y el Atlético de Madrid llegaron a un acuerdo para rescindir su contrato cuando aún le restaba un año para finalizar. Assuçao abandonó el club para fichar por el São Paulo brasileño. El debut con su nuevo club se produjo el 10 de agosto en la derrota por dos a uno ante el Fluminense correspondiente a la Serie A. Assunçao saltó al campo en el minuto 70 para sustituir a João Filipe.

### Vuelta a España
En el mercado de invierno de la temporada 2012-13 Assunçao regresó al fútbol español fichando por el Deportivo de La Coruña donde debutó el 13 de enero en el empate a uno ante la Real Sociedad. Assunçao entró al campo en el minuto 69 en sustitución de Jesús Vázquez. Al finalizar la temporada el equipo coruñés acabó descendiendo a Segunda División y antes de comenzar la nueva temporada Assunçao rescindió su contrato con el Deportivo.

### Levadiakos
Tras pasar medio año sin equipo durante el mercado de invierno de la temporada 2013-14 fichó por el Levadiakos griego el 8 de enero aunque no llegó a disputar ningún partido con el club.

## Estadísticas

### Clubes
- Actualizado el 9 de enero de 2014:[4]

| Club | Div           | Temporada     | Liga  | Liga  | Copas nacionales(1) | Copas nacionales(1) | Torneos internacionales(2) | Torneos internacionales(2) | Total | Total | Media goleadora |
| Club | Div           | Temporada     | Part. | Goles | Part.               | Goles               | Part.                      | Goles                      | Part. | Goles | Media goleadora |
| --- | ------------- | ------------- | ----- | ----- | ------------------- | ------------------- | -------------------------- | -------------------------- | ----- | ----- | --------------- |
| Palmeiras · Brasil |               |               |       |       |                     |                     |                            |                            |       |       |                 |
| 1ª | 2001-02       | 24            | 0     |       |                     |                     |                            | 24                         | 0     | 0     |                 |
| Total club | Total club    | 24            | 0     |       |                     |                     |                            | 24                         | 0     | 0     |                 |
| Nacional Portugal |               |               |       |       |                     |                     |                            |                            |       |       |                 |
| 1ª | 2002-03       | 16            | 0     |       |                     |                     |                            | 16                         | 0     | 0     |                 |
| 1ª | 2003-04       | 34            | 0     |       |                     |                     |                            | 34                         | 0     | 0     |                 |
| Total club | Total club    | 50            | 0     |       |                     |                     |                            | 50                         | 0     | 0     |                 |
| AEK Atenas · Grecia |               |               |       |       |                     |                     |                            |                            |       |       |                 |
| 1ª | 2004-05       | 24            | 0     |       |                     |                     |                            | 24                         | 0     | 0     |                 |
| Total club | Total club    | 24            | 0     |       |                     |                     |                            | 24                         | 0     | 0     |                 |
| FC Oporto Portugal |               |               |       |       |                     |                     |                            |                            |       |       |                 |
| 1ª | 2005-06       | 25            | 0     |       |                     | 4                   | 0                          | 29                         | 0     | 0     |                 |
| 1ª | 2006-07       | 22            | 0     |       |                     | 7                   | 0                          | 29                         | 0     | 0     |                 |
| 1ª | 2007-08       | 26            | 0     |       |                     | 8                   | 0                          | 34                         | 0     | 0     |                 |
| Total club | Total club    | 73            | 0     |       |                     | 19                  | 0                          | 92                         | 0     | 0     |                 |
| Atlético de Madrid · España |               |               |       |       |                     |                     |                            |                            |       |       |                 |
| 1.ª | 2008-09       | 34            | 0     | 1     | 0                   | 5                   | 0                          | 40                         | 0     | 0     |                 |
| 1.ª | 2009-10       | 30            | 1     | 7     | 0                   | 14                  | 0                          | 51                         | 1     | 0,02  |                 |
| 1.ª | 2010-11       | 23            | 0     | 4     | 0                   | 5                   | 0                          | 31                         | 0     | 0     |                 |
| 1.ª | 2011-12       | 9             | 0     | 2     | 0                   | 6                   | 0                          | 17                         | 0     | 0     |                 |
| Total club | Total club    | 96            | 1     | 14    | 0                   | 30                  | 0                          | 140                        | 1     | 0,01  |                 |
| São Paulo · Brasil |               |               |       |       |                     |                     |                            |                            |       |       |                 |
| 1ª | 2012          | 11            | 0     | 0     | 0                   | -                   | -                          | 11                         | 0     | 0     |                 |
| Total club | Total club    | 11            | 0     | 0     | 0                   | -                   | -                          | 11                         | 0     | 0     |                 |
| Deportivo · España |               |               |       |       |                     |                     |                            |                            |       |       |                 |
| 1.ª | 2012-13       | 9             | 0     | -     | -                   | -                   | -                          | 9                          | 0     | 0     |                 |
| Total club | Total club    | 9             | 0     | -     | -                   | -                   | -                          | 9                          | 0     | 0     |                 |
| Levadiakos FC · Grecia |               |               |       |       |                     |                     |                            |                            |       |       |                 |
| 1ª | 2013-14       | 0             | 0     | -     | -                   | -                   | -                          | 0                          | 0     | 0     |                 |
| Total club | Total club    | 0             | 0     | -     | -                   | -                   | -                          | 0                          | 0     | 0     |                 |
| Total carrera | Total carrera | Total carrera | 287   | 1     | 14                  | 0                   | 49                         | 0                          | 350   | 1     | 0,00            |
| (1) Incluye datos de Copa del Rey (2008-12). (2) Incluye datos de Champions League (2005-10); Europa League (2009-12); Supercopa de Europa (2010). |               |               |       |       |                     |                     |                            |                            |       |       |                 |

## Palmarés

### Títulos nacionales
| Título                | Club  | País     | Año  |
| --------------------- | ----- | -------- | ---- |
| Supercopa de Portugal | Porto | Portugal | 2005 |
| Primeira Liga         | Porto | Portugal | 2006 |
| Copa de Portugal      | Porto | Portugal | 2006 |
| Primeira Liga         | Porto | Portugal | 2007 |
| Primeira Liga         | Porto | Portugal | 2008 |

### Títulos internacionales
| Título              | Club               | País   | Año  |
| ------------------- | ------------------ | ------ | ---- |
| UEFA Europa League  | Atlético de Madrid | España | 2010 |
| Supercopa de Europa | Atlético de Madrid | España | 2010 |
| UEFA Europa League  | Atlético de Madrid | España | 2012 |
| Copa Sudamericana   | São Paulo          | Brasil | 2012 |